# Pèire Pous
Pèire Ponç (en francès i administrativament Pierre Pous) (Munès, Redoma, 1929 - 26 d'agost de 2021) va ser un rondallaire del País de Saut, i un dels darrers representants de la transmissió oral dels contes dins la cultura occitana.
Va néixer a la França d'entreguerres al petit vilatge de Munés, pertanyent a la comuna de Redoma, al departament de l'Aude. Tenia una alçada anormalment petita, el que va fer que de ben jove s'hagués d'ocupar del bestiar al no poder realitzar les tasques més dures del camp. Des de la infantesa Pèire Pous va viure amb els seus avis, els quals li van transmetre una gran quantitat de contes populars i la tradició d'explicar-los.
Les dècades de 1970 i 1980 les seves rondalles van centrar l'atenció d'etnògrafs historiadors i lingüístes i van ser recollides en les obres La tradition orale du conte occitan: les Pyrénées audoises (PUF, 1973-75) i Cinq contes populaires du Pays de Sault (Atelier du Gué, 1979). El 2009, l'associació ACCES va publicar també el libre Contes et souvenirs.

## Distincions
- Cavaller de les Arts i de les Lletres (2011) - primer cop que s'atorgava a un representant de la tradició oral.[5][3]